# Vyšné Temnosmrečinské pleso
Vyšné Temnosmrečinské pleso (také nazývané Vyšné Temnosmrečianske pleso) je ledovcové jezero ve skupině Temnosmrečinských ples v Temnosmrečinské dolině, jež je horní větví Kôprové doliny ve Vysokých Tatrách na Slovensku. Má rozlohu 5,5625 ha a je 408 m dlouhé a 195 m široké. Dosahuje maximální hloubky 20,0 m a objem vody v něm činí 414 712 m³. Leží v nadmořské výšce 1725 m.

## Okolí
Na severu ze zvedá hřeben, kterým prochází státní hranice mezi Slovenskem a Polskem. V hraničním hřebení se tyčí Hrubý štít a dále na východ je pak význačné sedlo Chalubinského vrata přístupné po turistické značce pouze z polské strany. Na východě se údolí pomalu zvedá, pokračuje Piargovou dolinkou až k hřebeni mezi Čubrinou a Kôprovským štítem, který údolí odděluje od Hincové kotliny. Na jihu údolí ohraničuje Prostredný chrbát, za kterým je schovaná Hlinska dolina. Na západ údolí klesá dalším prahem.

## Vodní režim
Údolí nemá pravidelný povrchový přítok. Na západ z něj odtéká Temnosmrečinský potok do Nižného Temnosmrečianského plesa. Rozměry jezera v průběhu času zachycuje tabulka:
| Rok     | Měření prováděl         | Rozloha ha | Délka m | Šířka m | Hloubka max.m | Objem m³ |
| ------- | ----------------------- | ---------- | ------- | ------- | ------------- | -------- |
| [ 2 ]   | J. Schaffer, F. Stummer | 4,952      | 350     | 182     | 18,7          | [ 3 ]    |
| 1932    | Roman Gajda             | 4,512      | 393     | 172     | 20,0          | [ 3 ]    |
| 1961–67 | pracovníci TANAPu       | 5,548      | 408     | 195     | 20,0          | [ 3 ]    |
| 2005    | Gregor, Pacl            | 5,5625     | [ 3 ]   | [ 3 ]   | 20,0          | 414 712  |

## Přístup
Jezero není veřejnosti přístupné. Dolní část údolí je přístupná v období od 16. června do 31. října.
- Po  modré turistické značce z rozcestí Tri studničky Kôprovou dolinou na rozcestí pod Hlinskou dolinou a dále
  - po  zelené turistické značce směr sedlo Závory k rozcestí pod Temnými smrečinami,
    - po  červené turistické značce k jezeru.
- Po  žluté turistické značce z Podbanského Tichou dolinou na rozcestí Liptovský košiar, dále
  - po  červené turistické značce do sedla Závory a dále dolů
    - po  zelené turistické značce do Kobylí dolinky a k rozcestí pod Temnými smrečinami a dále
    - po  červené turistické značce k jezeru.

Vrátit se je možné pouze stejnou cestou, pokračovat k jezeru a do sedla Chalubinské vrata a dál do Polska není možné, turistický chodník byl zrušen.